# Triomphe forcée
Triomphe forcée är ett franskt kortspel som spelas med en tarotkortlek. Spelet är ett hasardspel som inte lämnar så mycket utrymme åt spelskickligheten.
Alla deltagarna börjar med att satsa ett överenskommet belopp i potten, och erhåller därefter fem kort var. En spelare som fått sig tilldelat nummer 13 i tarotlekens trumfkortssvit, Döden, visar upp detta och vinner direkt hela potten. Har ingen fått detta kort, får den eller de spelare som kan visa upp det onumrerade trumfkortet, Narren, och trumfkort nummer 1, Magikern, tillbaka sina insatser. Den som har trumfkort nummer 11, Styrkan, får tillbaka dubbla insatsen.
Skulle det därefter finnas kvar något i potten, spelar man ett sticktagningsspel med de kort man har på handen. Den spelare som tar flest stick vinner återstoden av potten. 